# Sedliská
Sedliská (ungarisch Telekháza – bis 1902 Szedliszke) ist eine Gemeinde in der Ostslowakei.

## Geografie
Die Gemeinde Sedliská liegt am Mittellauf der Ondava, die hier aus dem Ondauer Bergland (Ondavská vrchovina) in das Ostslowakische Tiefland eintritt. Die Stadt Vranov nad Topľou ist sechs Kilometer von Sedliská entfernt.
Umgeben wird Sedliská von den Nachbargemeinden Ondavské Matiašovce im Norden, Tovarné im Osten, Kladzany im Südosten sowie Majerovce im Südwesten.

## Geschichte
Der Ort wurde im Jahr 1323 erstmals urkundlich erwähnt. Die römisch-katholische Kirche stammt aus dem Jahr 1997, ein Vorgänger wurde schon Ende des 19. Jahrhunderts erbaut. Die Griechisch-Katholische Kirche ist von 1784.
1882 wurde der nordöstlich liegende Gemeindeteil Podčičva (ungarisch Csicsvaalja), bis dahin ein Teil von Sačurov, eingemeindet.

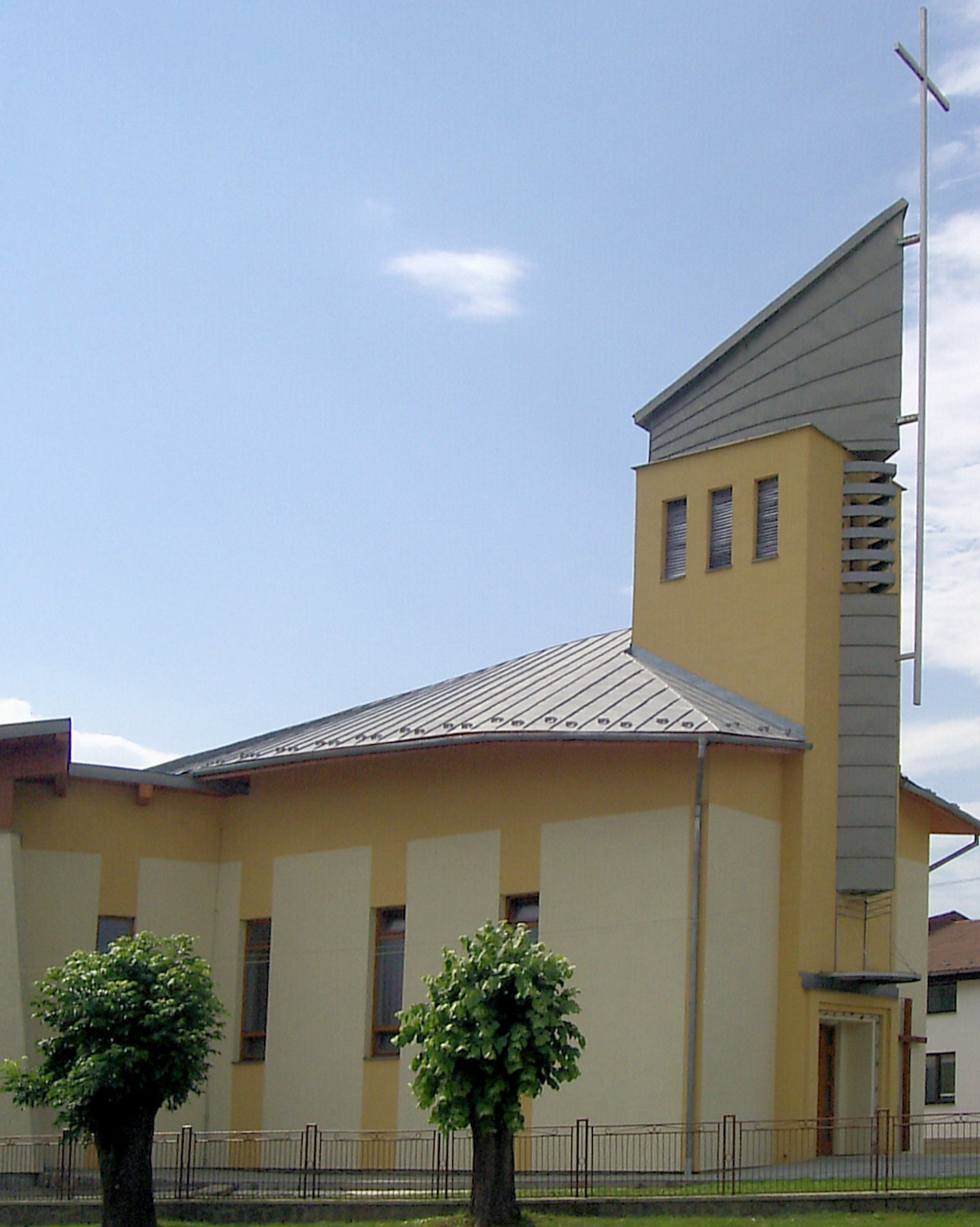
Römisch-katholische Kirche in Sedliská

## Bevölkerung
| Jahr                | 1994 | 2004    | 2014    | 2024     |
| ------------------- | ---- | ------- | ------- | -------- |
| Anzahl der Personen | 1213 | 1286    | 1380    | 1537     |
| Unterschied         |      | +6,01 % | +7,30 % | +11,37 % |

| Jahr                | 2023 | 2024    |
| ------------------- | ---- | ------- |
| Anzahl der Personen | 1530 | 1537    |
| Unterschied         |      | +0,45 % |

## Sehenswürdigkeiten

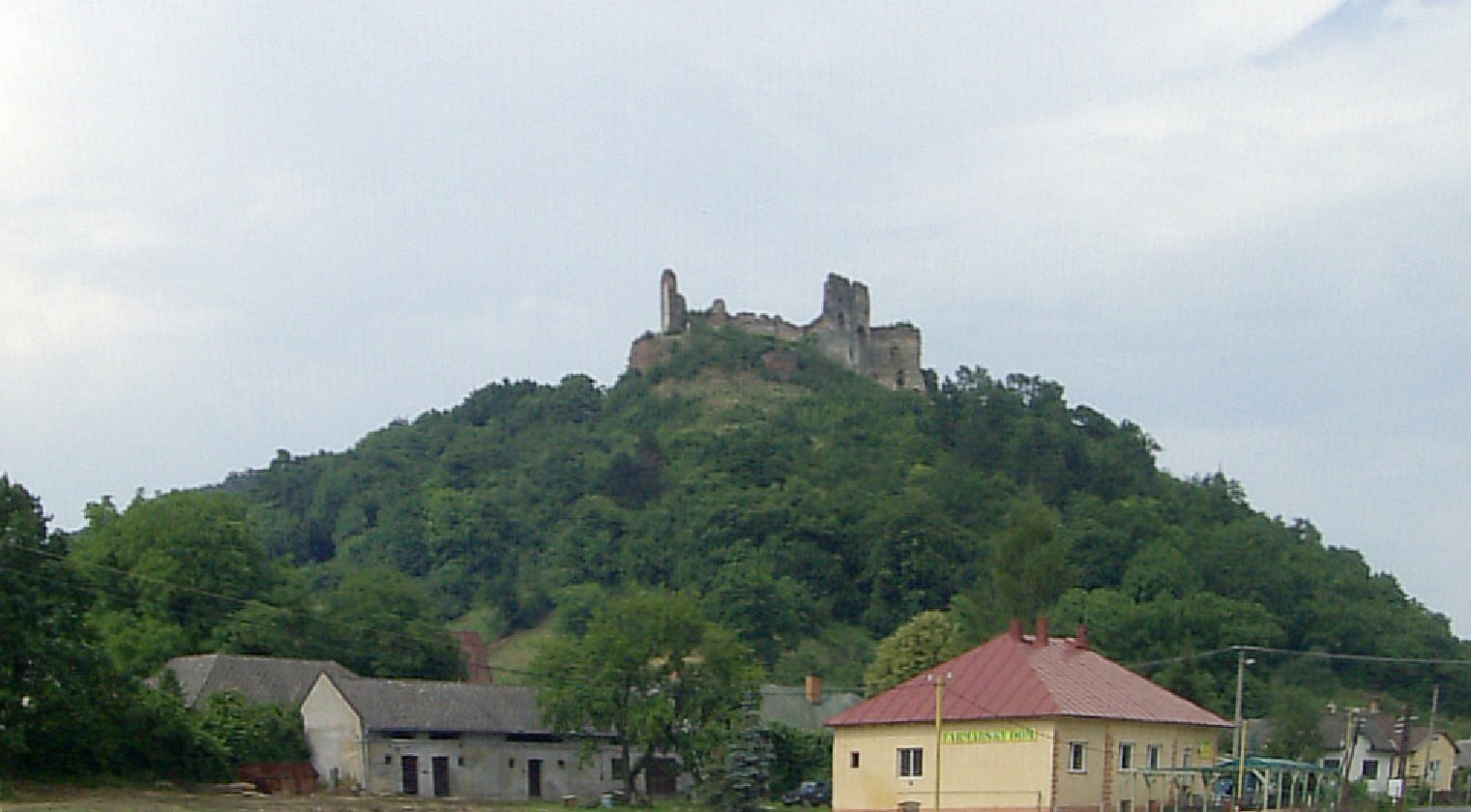
Ruinen der Burg Čičava über dem Ort

Auf einem felsigen Gebirgssporn über dem rechten Ufer der Ondava erhebt sich markant die Ruine der gotischen Burg Čičava, die Anfang des 14. Jahrhunderts errichtet wurde.

## Verkehrsanbindung
Östlich und westlich der Ondavabrücke nahe Sedliská treffen die Fernstraßen 554 (Havaj–Oborín), 557 (Sedliská–Stropkov) und 558 (Vranov nad Topľou–Humenné) zusammen.

## Statistik
Die Bevölkerung Sedliskás besteht fast ausschließlich aus Slowaken. 66 % der Einwohner bekennen sich zur römisch-katholischen Kirche, 30 % gaben als Konfession griechisch-katholisch an.

## Belege
1. ↑  Hustota obyvateľstva - obce [om7014rr_obc=AREAS_SK, v_om7014rr_ukaz=Rozloha (Štvorcový meter)]. Statistical Office of the Slovak Republic, 31. März 2025, abgerufen am 31. März 2025 (slowakisch).
2. ↑  Počet obyvateľov podľa pohlavia - obce (ročne) [om7101rr_obce=AREAS_SK]. Statistical Office of the Slovak Republic, 31. März 2025, abgerufen am 31. März 2025 (slowakisch).
3. 1 2  Počet obyvateľov podľa pohlavia - obce (ročne) [om7101rr_obce=AREAS_SK]. Statistical Office of the Slovak Republic, 31. März 2025, abgerufen am 31. März 2025 (slowakisch).
4. ↑  Statistikportal MOŠ (Seite nicht mehr abrufbar, festgestellt im Mai 2019. Suche in Webarchiven)  Info: Der Link wurde automatisch als defekt markiert. Bitte prüfe den Link gemäß Anleitung und entferne dann diesen Hinweis.